# Лаком (компания)
Группа компаний «ЛАКО́М» — российский торгово-производственный холдинг кондитерского направления.
По данным издания «Деловой Петербург», до кризиса 2008 года один из лидеров кондитерского рынка России, на него приходилось 10 % сахарного печенья страны.
Головной офис располагался в Санкт-Петербурге, производственные площадки были размещены в Санкт-Петербурге и Ленинградской области.

## История
- 2000 — основание фабрики «Золотой ключик», специализирующейся на производстве мягкого печенья под торговыми марками «Буратино», «Лиса Алиса», «Кот Базилио», «Шарманщик Карло», «Мальвина»[2].
- 2003 — начало формирования кондитерского холдинга: присоединение «Пищевого Комбината „Ладога“» и создание «Первой Бисквитной Фабрики».
- 2005 — оформление холдинга «Лаком»[3], новая группа участвует на международной продовольственной выставке World Food 2005[4]
- 2008 — создана компания «Lacom», выпускающая сахаристые кондитерские изделия.
- 2012 — задержки по кредитам. Крупнейший кредитор холдинга — Сбербанк — 524 млн рублей, полученные в 2006—2011 годах[1].
- 2016 — активами стала владеть жена предыдущего владельца, Андрея Яковенко[1].
- 2018 — фабрика в Волхове на Мурманском шоссе, 10 продана в рамках процедуры банкротства, покупателем стал «Невский кондитер»[5].
- 2020—2021 — спор с Кондитерской фабрикой им. Н. К. Крупской по поводу товарного знака «Му-Му»[6][7].

## Фабрики
В состав холдинга входили компании «Первая Бисквитная Фабрика», «Золотой ключик (кондитерская фабрика)», «ПК “Ладога”», а также компания с одноимённым названием — «Lacom». Большинство из них закрыто и обанкрочено к 2018 году.
Ассортимент группы состоял из различных видов печенья, вафель, зефира, мармелада и насчитывает более 500 наименований. Производственные мощности холдинга позволяли выпускать до 60000 т кондитерских изделий в год. Лаком обладал крупнейшими на Северо-Западе складами БХМ объёмом 400 т.